# Porto (Spagna)
Porto è un comune spagnolo di 222 abitanti situato nella comarca di Sanabria, provincia di Zamora, appartenente alla comunità autonoma di Castiglia e León.
Porto è uno dei comuni più grandi della provincia e quello con l'altitudine più elevata. Si trova nella parte più nord-orientale della provincia dove la lingua parlata è il gallego.